# Puig Maror
El Puig Maror és una muntanya de 718 metres que es troba al municipi de Seva, a la comarca d'Osona.